# Ноћни јастребови (филм из 1978)
Ноћни јастребови (енгл. Nighthawks) је наративни филм Рона Пека из 1978. године.

## Радња
Филм приказује свакодневни живот геја у Лондону 1978. године. Прати наставника географије, кога глуми Кен Робертсон, који дању ради у школи, а ноћу одлази у геј пабове. Његови ученици га на крају изазивају питањима о његовој сексуалности на шта он мирно говори о својој хомосексуалности.

## Улоге
- Кен Робертсон — Џим
- Тони Вестроп — Мајк
- Рејчел Николас Џејмс — Џуди
- Морин Долан — Пат
- Стјуарт Тартон — Нил
- Клајв Питерс — Питер
- Роберт Мерик — Џон
- Френк Дилберт — Американац
- Питер Радмал — Уметник
- Ернест Брајтмор — Директор
- Џон Р. Линдси — Хустлер

## Пријем
Године 1979. Џенет Маслин из Њујорк Тајмса је документарац сматрала реалистичним и живописним, а неке делове предугачким и бесциљним.